# Liste der Regierungschefs der Britischen Jungferninseln

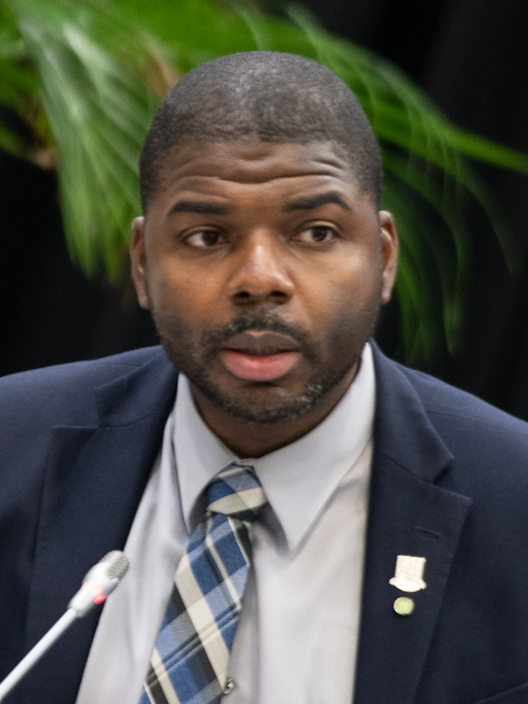
Natalio Wheatley, amtierender Premier

Der Premier, bis 2007 Chief Minister, ist der Regierungschef der Britischen Jungferninseln:

## Chief Minister of the Virgin Islands
| Name                   | Amtszeit                        | Partei                         |
| ---------------------- | ------------------------------- | ------------------------------ |
| Hamilton Lavity Stoutt | April 1967 – Juni 1971          | UP                             |
| Willard Wheatley       | Juni 1971 – November 1979       | VIDP (bis 1975) UP (seit 1975) |
| Hamilton Lavity Stoutt | November 1979 – November 1983   | VIP                            |
| Cyril Romney           | November 1983 – 1. Oktober 1986 | UP                             |
| Hamilton Lavity Stoutt | 1. Oktober 1986 – 14. Mai 1995  | VIP                            |
| Ralph T. O’Neal        | 15. Mai 1995 – 17. Juni 2003    | VIP                            |
| Orlando Smith          | 17. Juni 2003 – 23. August 2007 | NDP                            |

## Premier of the Virgin Islands
| Name             | Bild             | Amtszeit                            | Partei |
| ---------------- | ---------------- | ----------------------------------- | ------ |
| Ralph T. O’Neal  | Ralph T. O’Neal  | 23. August 2007 – 9. November 2011  | VIP    |
| Orlando Smith    | Orlando Smith    | 9. November 2011 – 25. Februar 2019 | NDP    |
| Andrew Fahie     | Andrew Fahie     | 25. Februar 2019 – 5. Mai 2022      | VIP    |
| Natalio Wheatley | Natalio Wheatley | 5. Mai 2022 – amtierend             | VIP    |